# Waxahachie
Waxahachie is een plaats (city) in de Amerikaanse staat Texas, en valt bestuurlijk gezien onder Ellis County, waarvan het de hoofdplaats is.
In de plaats bevindt zich het museum Ellis County Historical Museum and Gallery. De bijnaam van Waxahachie is Gingerbread City vanwege de talrijke victoriaanse gebouwen uit de 19e eeuw. Zowat 300 gebouwen zijn ingeschreven in het National Register of Historic Places.

## Geschiedenis
In 1850 werd Waxahachie gekozen als hoofdplaats van Ellis County. De plaats met ongeveer 100 inwoners was centraal gelegen in de county. In 1850 werden een rechtbank, een postkantoor en een winkel gebouwd. Er kwamen scholen, een bank en in 1870 ook een eerste krant. In 1871 kreeg Waxahachie een stadsbestuur. In 1879 kwam er een treinstation. Via het spoor werd lokaal geteelde katoen uitgevoerd en werd hout voor de bouw ingevoerd. Aan het begin van de 20e eeuw werd er een eerste fabriek geopend waar katoenen stoffen werden geproduceerd. Tussen 1902 en 1942 was Trinity University gevestigd in Waxahachie. Het jaar erop vestigde het Southwestern Bible Institute (later: Southwestern Assemblies of God) zich in de gebouwen van deze instelling.

## Demografie
In 1880 telde de plaats 1.354 inwoners. In 1892 waren er dit al ongeveer 4.000 en in 1920 7.958. De bevolking daalde licht tijdens de jaren 1930 en 1940 maar groeide daarna weer. In 1968 waren er 15.720 inwoners. Bij de volkstelling in 2000 werd het aantal inwoners vastgesteld op 21.426. In 2006 is het aantal inwoners door het United States Census Bureau geschat op 26.709, een stijging van 5283 (24.7%).

## Geografie
Volgens het United States Census Bureau beslaat de plaats een oppervlakte van
106,6 km², waarvan 103,5 km² land en 3,1 km² water. Waxahachie ligt op ongeveer 150 m boven zeeniveau.

## Plaatsen in de nabije omgeving
De onderstaande figuur toont nabijgelegen plaatsen in een straal van 16 km rond Waxahachie.

## Geboren
- Morris Kirksey (1895-1981), atleet
- Robert Benton (1932-2025), filmregisseur en scenarioschrijver
- Frederic Forrest (1936-2023), acteur